# Prionurus chrysurus
Prionurus chrysurus és una espècie de peix pertanyent a la família dels acantúrids.

## Descripció
- Pot arribar a fer 30 cm de llargària màxima.[2][3]

## Hàbitat
És un peix marí, associat als esculls i de clima tropical.

## Distribució geogràfica
Es troba al Pacífic occidental: Indonèsia.

## Observacions
És inofensiu per als humans.